# بيدهورودن
بيدهورودن هي مدينة من مدن أوكرانيا. يبلغ عدد سكانها 19322 نسمة وذلك حسب إحصائيات سنة 2011. يبلغ ارتفاع المدينة عن سطح البحر قرابة 56 متر. تبلغ مساحتها 35,5 كم².